# قلعة القليعة
قلعة القليعة كانت معقلًا نزاريًا إسماعيليًا، وتقع على ارتفاع 730 متراً في جبال الساحل السوري.

## تاريخ
في عام 1118 أو 1119، أقنع رينالد الأول ماسوار حاكم المرقب من بني محرز بتسليم القلعة له، بالإضافة إلى الحصون القريبة مثل المنيقة، والقليعة، والحديد. بعدها إستولى عليها الإسماعيليون النزاريون حوالي عام 1140 مع حصون أخرى في الجوار، وهي مصياف والخوابي والمنيقة والرصافة. تم ذِكرها على أنها تابعة لصافيتا أثناء الحكم العثماني، وكواحدة من المواقع الإسماعيلية القليلة التي سكنها العلويون في القرن السابع عشر.